# إرنست شميت
إرنست شميت (12 فبراير 1911 في الولايات المتحدة - 6 سبتمبر 1986) (بالإنجليزية: Ernest Schmidt) هو لاعب كرة سلة أمريكي في مركز الوسط.

## وصلات خارجية
- إرنست شميت على موقع قاعة كنساس للمشاهير الرياضية (مؤرشف) (الإنجليزية)